# شلترین

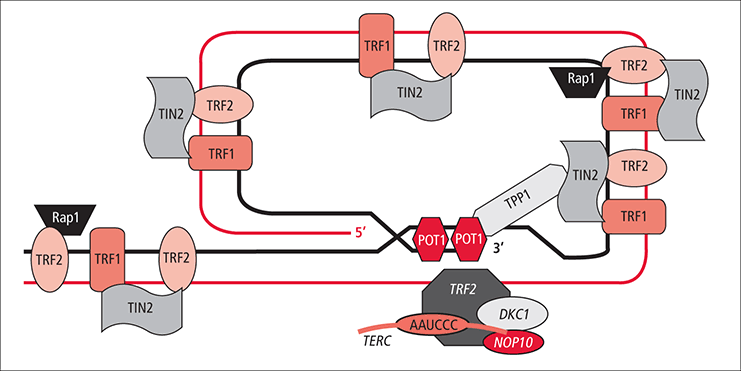
شلترین تشکیل حلقه تی (T-loop) در تلومرها را، هدایت و هماهنگ می‌کند

شلترین (انگلیسی: Shelterin) یا تلوزوم یک ترکیب پروتئینی است که در بسیاری از یوکاریوت‌ها از تلومرها در برابر مکانیسم‌های ترمیمی دی‌ان‌ای محافظت می‌کند و همچنین فعالیت تلومراز را نیز تنظیم می‌کند. در پستانداران و سایر مهره‌داران، دی‌ان‌ای تلومریک شامل تکرار توالی‌های دورشته‌ایِ 5'-GGGTTA-۳' (رشتهٔ جی؛ ۲ تا ۱۵ کیلو باز در انسان) و همچنین رشتهٔ مکمل 3'-TAACCC-۵' (رشتهٔ سی) است که با ۵۰ تا ۴۰۰ نوکلئوتید '۳ آویزان (رشتهٔ جی)، خاتمه می‌یابد. بیشتر بخش دورشته‌ای انتهایی تلومر، یک «حلقهٔ تی» (Telomere-loop) ایجاد می‌کند که در اثر برتاختن بخش «'۳ آویزان»، یک «حلقهٔ دی» (Displacement-loop) ایجاد می‌شود.
فقدان پروتئین شلترین سبب فرایند سرپوش‌برداری از تلومر شده و «مسیرهای پیام‌رسانی آسیب» فعال می‌شوند که ممکن است منجر به ترمیم اتصال انتهاهای غیر همولوگ (NHEJ)، ترمیم هدایت‌شده توسط همولوژی (HDR)، اتصال انتها-به-انتها، ناپایداری ژنومی، پیری و آپوپتوز می‌شود.
شلترین از ۶ زیرواحد تشکیل شده‌است: TRF1, TRF2, POT1, RAP1, TIN2, و TPP1.